# Giambattista Basile
Giambattista Basile (Giugliano de Campania, 15 de febrero de 1566 (fecha del bautismo)-Giugliano in Campania, 23 de febrero de 1632) fue un escritor napolitano de diversos géneros bajo el seudónimo de Gian Alesio Abbattutis. Recopiló y adaptó diversos cuentos orales europeos, que fueron publicados póstumamente por su hermana Adriana Basile en dos volúmenes 1634 y 1636, y que muchos fueron más tarde adaptados por Charles Perrault y los hermanos Grimm.

## Biografía
Nacido en el seno de una familia de clase media napolitana, sirvió como militar para varios príncipes italianos y para el dogo veneciano. Fue durante una estancia en Venecia cuando comenzó a escribir poesía. Los miembros de su familia también trabajaron para la corte, su hermano Lelio Basile, compositor, incluyendo, y sus hermanas Adriana, Margarita y Vittoria, todas ellas cantantes, su hermana Adriana fue además compositora y madre de Leonora y Caterina Baroni, también ambas cantantes.
De regreso a Nápoles estuvo bajo la protección de Caracciolo d'Avellino. Murió al servicio del duque de Mantua

## Obra
Es conocido por escribir la colección de cuentos Lo cunto de li cunti overo lo trattenemiento de peccerille que publicó póstumamente su hermana Adriana Basile en dos volúmenes en 1634 y 1636. Fueron escritos siguiendo el modelo del Decamerón de Boccaccio, por lo que es conocido como el Pentamerón desde 1674. Basile recogió y adaptó los cuentos en sus viajes entre Creta y Venecia, y muchos de ellos, posteriormente, fueron adaptados por Charles Perrault y los hermanos Grimm.
Es recordado, entre otras cosas, como el primer autor en una lengua latina que usó el término ogro.
Giambattista Basile pasó mucho tiempo en las cortes de los nobles del reino de Nápoles; los cuentos del Pentamerón se establecen en los bosques y castillos de la Basilicata, en particular la ciudad de Acerenza.